# 끼있는 여자는 밤이슬을 좋아한다
"끼있는 여자는 밤이슬을 좋아한다"(Women Like The Midnight Dew)는 한국에서 제작된 이운철 감독의 1991년 드라마, 에로 영화이다. 임옥경 등이 주연으로 출연하였고 정경희 등이 제작에 참여하였다.

## 출연

### 주연
- 임옥경
- 장승화
- 최민
- 곽은경

## 기타
- 원작자: 윤석훈
- 조명: 한희창